# Rare (firma)
Rare, Ltd je firma založená roku 1982 ve Velké Británii, vyvíjí počítačové hry a videohry. Firmu založili bratři Tim a Chris Stamper pod názvem Ashby Computer Graphics (ACG), hry vyvíjeli pod jménem Ultimate Play The Game. Zpočátku dělali hry pro 8bitové domácí počítače ZX Spectrum a Commodore 64. V roce 1985 prodali obchodní jméno firmě U.S. Gold. Od té doby začali vyrábět videohry pro Nintendo, až je v roce 2002 koupil Microsoft za rekordní sumu 337 milionů dolarů.
2. ledna 2007 ohlásili Tim a Chris odchod od Rare.
Firma je známá neobvyklým množstvím původních hitů, které ve své historii vyrobila. V českém časopise zachytil éru her pro ZX Spectrum František Fuka článkem Ultimate a její tři revoluce.

## Seznam her
Následuje několik příkladů her, které Rare vyrobili.

### ZX Spectrum
Hry pro ZX Spectrum jsou uvedeny v samostatném článku Ultimate Play The Game.

### Game Boy
Hry pro Game Boy
- Beetlejuice
- Battletoads
- Donkey Kong Land
- Killer Instinct
- The Amazing Spider-Man
- WWF Superstars

### Nintendo
Hry pro různé herní konzole Nintendo
- Donkey Kong Country
- Donkey Kong Land
- Diddy Kong Racing
- Banjo-Kazooie
- A Nightmare on Elm Street
- Pirates!
- Perfect Dark

### Xbox 360
Nejnovější hry pro Xbox 360
- Viva Piñata
- Perfect Dark Zero
- Banjo-Kazooie 3